# Афинский государственный оркестр
Афинский государственный оркестр (греч. Κρατική Ορχήστρα Αθηνών) — греческий симфонический оркестр, базирующийся в Афинах.
Основан в 1893 г. как оркестр Афинской консерватории, руководитель консерватории Георгиос Надзос использовал оркестр как средство пропаганды в Греции немецкой и французской музыки, ему помогал бельгийско-швейцарский дирижёр Франк Шуази. В 1911 г. переименован в Афинский симфонический оркестр, в 1925 г. реорганизован в самостоятельное Концертное общество (греч. Σύλλογος Συναυλιών), но уже спустя два года усилиями Надзоса возвращён под патронаж консерватории. С 1942 года работает под нынешним названием как подведомственная структура национального Министерства образования.

## Руководители оркестра
- Георгиос Надзос (1893—1908)
- Арман Марсик (1908—1922)
- Димитрис Митропулос и Иван Бутников (1923—1927)
- Филоктитис Икономидис (1927—1957)
- Теодорос Бабаяннис (1957—1969)
- Андреас Паридис (1969—1975)
- Манос Хадзидакис (1976—1982)
- Яннис Иоаннидис (1983—1989)
- Александрос Симеонидис (1989—1995)
- Арис Гаруфалис (1995—2004)
- Вирон Фидецис (2005—2011)
- Василис Христопулос (2011—2014)
- Стефанос Циалис (2014—2020)
- Лукас Каритинос (с 2020 г.)